# Troiițko-Safonove, Kazanka
Troiițko-Safonove (în ucraineană Троїцько-Сафонове) este localitatea de reședință a comunei Troiițko-Safonove din raionul Kazanka, regiunea Mîkolaiiv, Ucraina.

## Demografie
Componența lingvistică a localității Troiițko-Safonove
     Rusă (74,46%)
     Ucraineană (23,45%)
     Română (1,2%)
Conform recensământului din 2001, majoritatea populației localității Troiițko-Safonove era vorbitoare de rusă (74,46%), existând în minoritate și vorbitori de ucraineană (23,45%) și română (1,2%).